# 美國各州名稱詞源

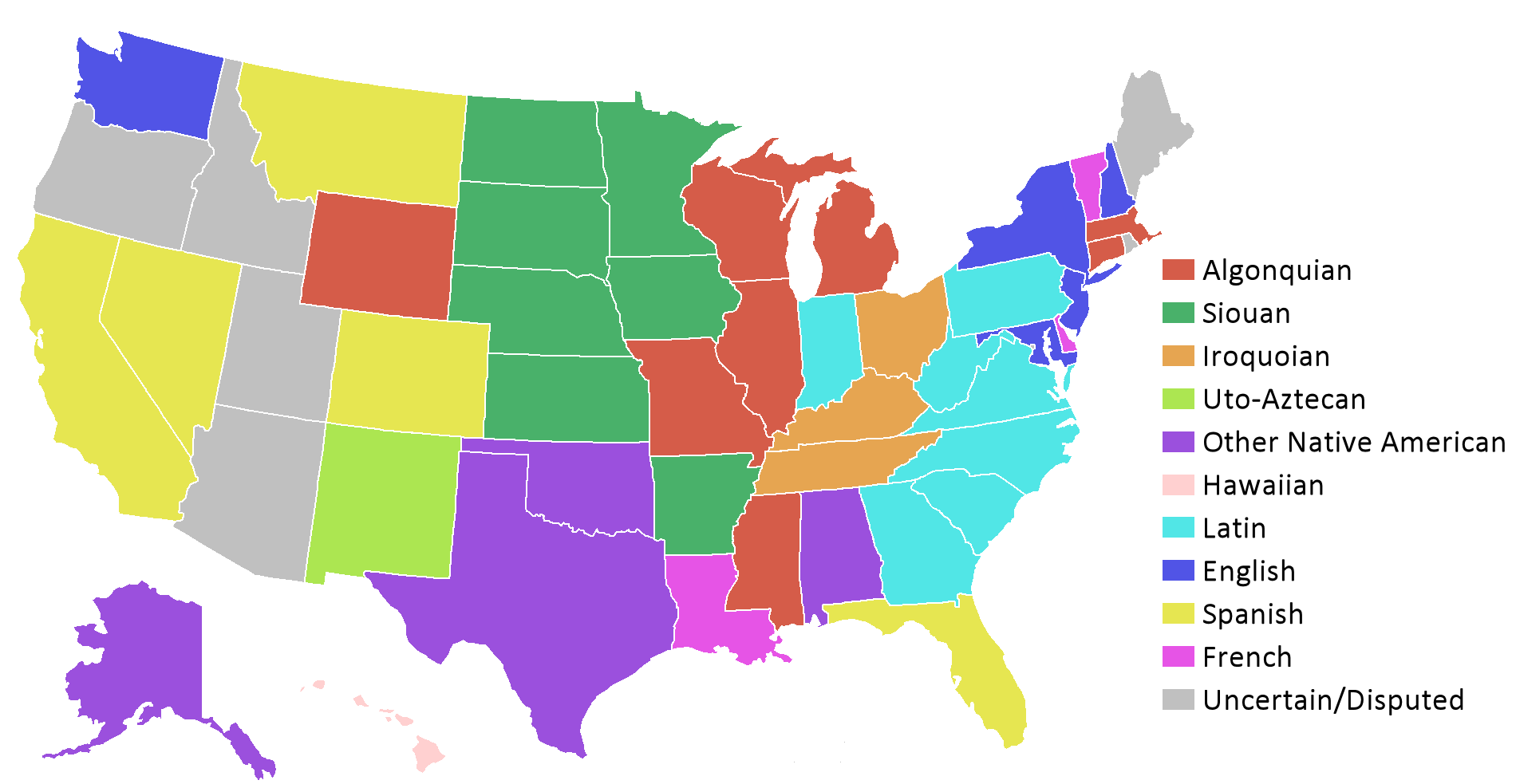
地圖顯示了各個州份名稱的語源
橘紅色：阿爾岡昆語、綠色：蘇語系、淺橙色：易洛魁語、青色：猶他-阿茲特克語、紫色：其他美國原住民語言、粉紅色：夏威夷語、淺藍色：拉丁語、深藍色：英語、芥黃色：西班牙語、桃紅色：法語、灰色：不詳／有爭議

美國50個州份的名稱源自不同的語言。當中24個州名來自美洲原住民語言：8個源自阿爾岡昆語、7個源自蘇語系（其中1個經阿爾岡昆語之一的邁阿密-伊利諾伊語轉譯）、3個源自易洛魁語、1個源自猶他-阿茲特克語、5個源自其他美國原住民語言。另有1個源於夏威夷語。
另外22個州份的名稱源自各個歐洲語言：7個來自拉丁語（通常是英語人名的拉丁文轉譯）、5個來自英語、5個來自西班牙語（另外1個源自原住民語言但經西班牙語轉譯）、4個來自法語（當中1個經英語轉譯）。還有6個州名語源不詳或尚有爭議：亞利桑那州、夏威夷州、愛達荷州、緬因州、俄勒岡州和羅德島州，在下表中，這些州份將分別列出各種可能的來源語言或語意。

50個州份中有11個以人名命名以示紀念，當中7個以国王或王后命名：北卡羅萊納州、南卡羅萊納州、維珍尼亞州、西維珍尼亞州、馬利蘭州、路易斯安那州和喬治亞州。只有華盛頓州是唯一一个以美國總統命名的州分。

## 州分名稱
| 州分名稱     | 詞源歷史        | 語言                                    | 語源 | 詞意及備註 |
| ------------ | --------------- | --------------------------------------- | --- | --- |
| 阿拉巴馬州   | 1742年 4月19日  | 喬克托語                                | | 「樹叢清除者」或「植物修剪者」，源自「（藥用）植物」，以及「清除」。現代喬克托語的部落名稱為 。 |
| 阿拉斯加州   | 1897年 12月2日  | 阿留申語 轉為 俄羅斯語                  | 轉為 | 「大陸」（字面意義為「海水運動所導往的方向」）。 |
| 亞利桑那州   | 1883年 2月1日   | 巴斯克語                                | | 「良好的橡木」。 |
| 亞利桑那州   |                 | 奥奥萨姆语 轉為 西班牙語                | 轉為 | 「享用微小泉水」。 |
| 阿肯色州     | 1796年 7月20日  | 坎薩語 轉為 邁阿密-伊利諾伊語和法語     | | 邁阿密人和伊利諾伊人稱呼夸帕人部族為（參見本表堪薩斯州），「阿肯色」一詞即借用自法語對的轉譯。 |
| 加利福尼亞州 | 1850年 5月22日  | 西班牙語                                | 不詳 | 可能起源於16世紀加西亚·奥多涅斯·德·蒙塔尔沃的小說《埃斯普蘭迪安的冒險》（Las sergas de Esplandián）中，虛構的、卡拉菲亚女皇所統治的加利福尼亚岛。 |
| 科羅拉多州   | 1743年          | 西班牙語                                | 科羅拉多河 | 「泛紅」，此詞本指科羅拉多河 |
| 康涅狄格州   | 1675年 4月15日  | 東阿爾岡昆語                            | | 來自南新英格蘭地區（可能是莫希肯）的部份東阿爾岡昆語，意即「在感潮長河之上」，當中所指就是康涅狄格河。這個名稱反映了古東阿爾岡昆語：意為長，指感潮河流，為表示位置的後綴)。 |
| 特拉華州     | 1680年 1月31日  | 法語 轉為 英語                          | | 以特拉華河命名，而特拉華河則以第三代特拉华男爵托马斯·韦斯特（其本身的頭銜可能源自諾曼語或，意即「戰爭的」）命名，他是維珍尼亞州詹姆斯鎮的首任總督。 |
| 佛羅里達州   | 1819年 12月28日 | 西班牙語                                | | 「多花的（復活節）」，西班牙人於復活節期間發現此地，而西班牙語中同時可指復活節和聖誕節節期，故加上（指復活節時繁花盛開）以識別。 |
| 喬治亞州     | 1674年 10月3日  | 拉丁語 轉為 英語 （最終來自希臘語）     | | 以英国國王喬治二世命名，「喬治亞」（Georgia）是「喬治」（George）在拉丁語中的女性形式。另亦指聖佐治，他的名字在希臘語中意思為「丈夫」或「農夫」（指「土地」、指「工作」）。 |
| 夏威夷州     | 1879年 12月29日 | 夏威夷語                                | | 來自波利尼西亞人傳說中的「夏威基（）」，意即家鄉之地。 夏威基被認為屬眾神之地。 |
| 夏威夷州     | 1879年 12月29日 | 夏威夷語                                | 以傳說中夏威夷群島的發現者Hawaiʻiloa命名。                                                                      | |
| 愛達荷州     | 1864年 6月6日   | 英語                                    | | 可能是美國物理學家、勘探家及遊說家喬治·M·威寧為了開玩笑而捏造出來的，他宣稱這名字來自一種美國原住民語言，意為「山脈的寶石」。科羅拉多州沿用其現有名稱之前，曾打算用「愛達荷」來當州名，而這名字在那裡亦很受歡迎（在科羅拉多州甚至有一個叫愛達荷泉（Idaho Springs）的小鎮）。最後科羅拉多州改用現名，而「愛達荷」則用於本州。 |
| 愛達荷州     |                 | 平原阿帕切語                            | | 可能來自平原阿帕奇族詞語「敵人」（ídaahę́），指的是另一印第安部族科曼切族。 |
| 伊利諾伊州   | 1793年 3月24日  | 阿爾岡昆語 轉為 法語                    | | 來自一種阿爾岡昆語（或許是邁阿密-伊利諾伊語）此詞語的法語轉譯，該詞字面意思是「他／她平常地說話」（參考邁阿密-伊利諾伊語 ，奧傑布瓦語中的古渥太華語 ，古阿爾岡昆語指「平常」、「普通」、指「說話」），指的是伊利諾伊聯盟（Illiniwek）。                                                                                  |
| 印第安納州   | 1794年 12月2日  | 拉丁語 （最終來自梵語）                 | | 「印第安人之地」。「印第安」（Indian）與「印度」（India）二詞同樣來源自梵語中的「印度河」（sindhu）。 |
| 艾奧瓦州     | 1818年 8月31日  | 達科他語 轉為 法語                      | /' 轉為 | 來自法語，並以艾奧瓦部族命名。此後便似乎無進一步語源可溯，但也有觀點認為其意思是「睏倦的人」。 |
| 堪薩斯州     | 1832年 5月12日  | 肯薩語 轉為 法語                        | 轉為 | 以堪薩斯河命名，而堪薩斯河本身則以肯薩族命名。這名字似乎與「風」的概念有關聯。 |
| 肯塔基州     | 1728年 4月28日  | 易洛魁語                                | | 本指肯塔基河。雖然部份意見認為語源不詳，但多數人認同有「草地（上）」或「草原（上）」的含意，（參考莫霍克語、塞內卡語 (音位 /kẽtaʔkeh/)「在原野」。） |
| 路易斯安那州 | 1787年 7月18日  | 法語 （最終來自古法蘭克語）             | | 以法國國王路易十四命名。「路易」（Louis）這個名字來自古法蘭克語的（意指「被聽聞、有名」，比較，響亮）和（意指「戰爭」）。 |
| 緬因州       | 1729年 10月13日 | 英語                                    | | 「緬因」一名其中一個流行的傳統語源學說是來自「大陸」（）一詞，與海岸外面的海島相對。 |
| 緬因州       |                 | 法語                                    | | 源於法國傳統省份曼恩省。 |
| 緬因州       |                 | 英語                                    | | 較近期的看法是來自一條英國村落布洛德緬因，這條村落是緬因州的開拓者（儘管他本人從未踏足新大陸）費迪南多·喬治爵士的家族產業。 |
| 馬利蘭州     | 1691年 1月18日  | 英語 （最終來自希伯來語）               | | 來源自英國國王查理一世的王后亨利埃塔·瑪麗亞（Henrietta Maria）；而「瑪麗」（Mary）一名本身來自希伯來語，意指「苦澀」或「叛逆」，也可能來自埃及語，意指「摯愛」或「愛情」。 |
| 馬薩諸塞州   | 1665年 6月4日   | 阿爾岡昆語                              | | 一詞的眾數，意指「靠近大的小山脈」或「在大山丘處」，指的應該是位於米爾頓和坎頓交界的大藍山。 （比較納拉岡塞特語中的名稱 ） |
| 密歇根州     | 1811年 10月28日 | 奧傑布瓦語 轉為 法語                    | | 「大水」或「大湖」（在古阿爾岡昆語中拼作）。 |
| 明尼蘇達州   | 1821年 4月21日  | 達科他語 （蘇語的一支）                 | | 「混濁的水」，指明尼蘇達河。 |
| 密西西比州   | 1800年 3月9日   | 奧傑布瓦語 轉為 法語                    | | 「大河」，指密西西比河。 |
| 密蘇里州     | 1805年 9月7日   | 伊利諾伊語                              | | 「獨木舟」。對於伊利諾伊族來說，密蘇里族最顯著的特徵就是他們的獨木舟，更稱他們為，意即「有木船（獨木舟）的人」。 |
| 蒙大拿州     | 1860年 11月1日  | 西班牙語                                | | 「山」。 |
| 內布拉斯加州 | 1847年 6月22日  | 奇維雷語                                | | 「平緩的水」，指帕勒特河（以往被稱為「內布拉斯加河」），河流位處平原，經常泛濫淹沒附近的地方，故有此名。 |
| 內華達州     | 1845年 2月9日   | 西班牙語                                | | 「被雪覆蓋的」，指內華達山脈（字面意思為「被雪覆蓋的山」）。 |
| 新罕布什爾州 | 1692年 8月27日  | 英語                                    | | 以英格蘭的命名。 |
| 新澤西州     | 1669年 4月2日   | 法語 （最終來自古諾爾斯語）             | | 來自海峽群島中最大的島澤西島，亦即新澤西兩位開拓者之一的乔治·卡特里特從男爵的出生地。新澤西州建立時另有一名字「新凱薩里亞」（New Caeserea），因為有說澤西島的古羅馬名為「凱薩里亞」（Caesarea）。 「澤西」（Jersey） 本身可能來自古諾爾斯語名字 ，意為「傑爾（Geirr）的島」。                                                                  |
| 新墨西哥州   | 1859年 11月1日  | 納瓦特爾語 轉為 西班牙語                | 轉為 | 西班牙語的借譯。「墨西哥」（Mexico）來源自納瓦特爾語中的（错误：{{IPA}}：语言标签：meːˈʃiʔko 无法识别），意指建立特諾奇提特蘭城的阿茲特克人。字面意義不詳，不少可能的解釋被提出，例如說此名字來自阿茲特克神話中的月亮、黑夜與農民之神Mextli，又或解作「月亮的肚臍」。                                                 |
| 紐約州       | 1680年 10月15日 | 英語                                    | | 由當時的英國國王查理二世以他的胞弟—當時的約克公爵（Duke of York）命名，約克公爵後來承繼他的哥哥王位，是為詹姆斯二世。「約克」（York）一名來源自拉丁名 （經古英語 再轉為古諾爾斯語）， 明顯地借用自布立吞亞支凱爾特語中的，意思可能是「杉樹房屋」。                                                                              |
| 北卡羅萊納州 | 1686年 6月30日  | 拉丁語 轉為 英語 （最終來自古法蘭克語） | 轉為 | 來自英國國王查理一世。「查理」（Charles）一名來自古法蘭克語 ，意指「（男）人、丈夫」。 |
| 北達科他州   | 1867年 11月2日  | 蘇語系                                  | | 「同盟」或「朋友」，命名自達科他族。 |
| 俄亥俄州     | 1785年 4月19日  | 塞內卡語 轉為 法語                      | [ 78 ] | 「大溪」，本為俄亥俄及阿里蓋尼兩河的名字。由於法語誤譯，常被誤為「美麗的河」。 |
| 奧克拉荷馬州 | 1842年 9月5日   | 喬克托語                                | + | 大略可譯為「印第安之地」。在喬克托語裡， 指「人」、「部落」或「民族」，而 指「紅色」，即「紅（皮膚）的人」。 |
| 俄勒岡州     | 1860年 7月20日  | 康涅狄格皮欽語阿爾岡昆語                | | 「美麗的」。由羅伯特·羅傑斯少校向喬治三世請求時首先提及。 |
| 賓夕法尼亞州 | 1650年 3月8日   | 威爾斯語 及拉丁語                       | [Penn] 错误：{{Lang}}：语言代码：we 无法识别（帮助） + [silvania] 错误：{{Lang}}：语言代码：we 无法识别（帮助） | 「佩恩的樹林」，以英國海軍上將威廉·佩恩命名。「佩恩」（Penn）來自威爾斯語[Pennaeth] 错误：{{Lang}}：语言代码：we 无法识别（帮助） ，意指「頭」。 |
| 羅德島州     | 1680年 2月3日   | 荷蘭語                                  | | 「紅色的島」，指的是艾奎奈克島。現代荷蘭語的拼寫方式為。 |
| 羅德島州     |                 | 希臘語                                  | | 彷自愛琴海上的羅得島。 |
| 南卡羅萊納州 | 1687年 11月12日 | 拉丁語 轉為 英語 （最終來自古法蘭克語） | 轉為 | 來自英國國王查理一世。見「北卡羅萊納州」。 |
| 南達科他州   | 1867年 11月2日  | 蘇語系                                  | | 「同盟」或「朋友」。見「北達科他州」。 |
| 田納西州     | 5月24日         | 切羅基語                                | （ ） | 田納斯是切羅基人一條村落的名字，語意不詳。 |
| 德克薩斯州   | 1827年 6月30日  | 卡度語 轉為 西班牙                      | táyshaʔ 轉為 | 「朋友」，卡度人對整個卡度族群的稱呼（與敵對部族相對）。這個稱呼被借用至西班牙語成為（其眾數形式為），以指代卡度族群。 |
| 猶他州       | 1877年 12月20日 | 西阿帕切語 轉為 西班牙語                | 轉為 | 猶特人被西班牙人稱為，此字可能借用自西阿帕切語的 ，意指「高」。 |
| 佛蒙特州     | 1721年 9月27日  | 法語                                    | + | 「綠色的炮座」或「綠色的山」； 法語中 是「綠色」的意思，而 則是「座騎」、「炮座」或「山」的意思。 |
| 維珍尼亞州   | 1652年 3月21日  | 拉丁語                                  | | 「童貞（女王）之國」，以終身未嫁、被稱為「童貞女王」的英格蘭和愛爾蘭女王伊麗莎白一世命名。 |
| 華盛頓州     | 1872年 2月22日  | 英語                                    | | 以乔治·华盛顿命名。 |
| 西維珍尼亞州 | 1831年 9月1日   | 拉丁語                                  | | 包含維珍尼亞州西面、被山脈隔絕了的各個郡，這些郡以往屬維珍尼亞州一部份，南北戰爭時期由後者分裂出來，獨立成州。見「維珍尼亞州」。 |
| 威斯康辛州   | 1822年 2月5日   | 邁阿密-伊利諾伊語 轉為 法語             | [ 97 ] | 可能源自邁阿密-伊利諾伊語 一詞，意指「它（威斯康辛河）躺於紅色（的泥土）」 。也可能來自奧傑布瓦語一詞，意指「紅石之地」。轉至法語時，原本的拼法為 ，後來因訛誤輾轉變成。 |
| 懷俄明州     | 1877年 8月14日  | 特拉華語                                | | 「位於大而平坦的河」，賓夕法尼亞州懷俄明谷的名字向西移殖至此，成為州名。 |

## 引用書目
- 威廉·布賴特（Bright, William）（2004）. Native American Placenames of the United States. 諾曼：奧克拉荷馬大學出版社.
- 凯茜·蓋頓（Guyton, Kathy）（2009）. U.S. State Names: The Stories of How Our States Were Named. 尼德蘭： Mountain Storm出版社.